# Llista d'alcaldes de Cunit
Aquesta és una llista dels alcaldes de Cunit des de l'esdeveniment de l'etapa democràtica.

## Des de 1979
| Període      | Nom de l'alcalde/-essa                              | Partit polític       | Data de possessió |
| ------------ | --------------------------------------------------- | -------------------- | ----------------- |
| 1979 - 1983  | Jaume Vidal i Almirall                              | CU                   | 19/04/1979        |
| 1983 - 1987  | Jaume Vidal i Almirall                              | CiU                  | 28/05/1983        |
| 1987 - 1991  | Josep Solé i Rodríguez                              | CiU                  | 30/06/1987        |
| 1991 - 1995  | Josep Solé i Rodríguez                              | CiU                  | 15/06/1991        |
| 1995 - 1999  | Daniel Coll i Olivé M. Dolors Carreras i Casany     | CiU IPC              | 17/06/1995        |
| 1999 - 2003  | Dolors Carreras i Casany                            | PSC                  | 03/07/1999        |
| 2003 - 2007  | Dolors Carreras i Casany                            | PSC                  | 14/06/2003        |
| 2007 - 2011  | Dolors Carreras i Casany Judith Alberich i Cano     | PSC                  | 16/06/2007        |
| 2011 - 2015  | Montserrat Carreras García                          | CIU                  | 11/06/2011        |
| 2015 - 2019  | Montserrat Carreras García                          | CIU                  | 13/06/2015        |
| 2019 - 2023  | Dolors Carreras i Casany - Jaume Casañas Carballido | PSC / Impulsem Cunit | 15/06/2019        |
| Des del 2023 | Dolors Carreras i Casany - Jaume Casañas Carballido | PSC / Impulsem Cunit | 17/06/2023        |

- Legislatura 1995-1999: Aprovada  moció de censura el març de 1996 contra Daniel Coll i Olivé CiU i el seu equip de govern amb conseqüència d'haver d'abandonar l'alcaldia en favor de Dolors Carreras i Casany (IPC)

- Legislatura 1995-1999: Aprovada  moció de censura el febrer de 1998 contra Dolors Carreras i Casany (IPC) i el seu equip de govern, ha d'abandonar l'alcaldia en favor de Daniel Coll i Olivé CiU

- Legislatura 2007-2011: L'agost de 2007, Dolors Carreras i Casany PSC ha d'abandonar el càrrec en compliment d'una sentència judicial que la inhabilita pels fets succeïts durant la legislatura 1995-1999. Llavors ha d'ocupar l'alcaldia Judith Alberich Cano PSC fins 2011.

- Legislatures 2019-2023 i 2023-2027: Impulsem Cunit i el PSC acorden repartir-se l'alcaldia dos anys cadascun en tots dos casos.

## Resultats electorals
- Vegeu  Eleccions Municipals a Catalunya de l'any 2007